# 에케뢰

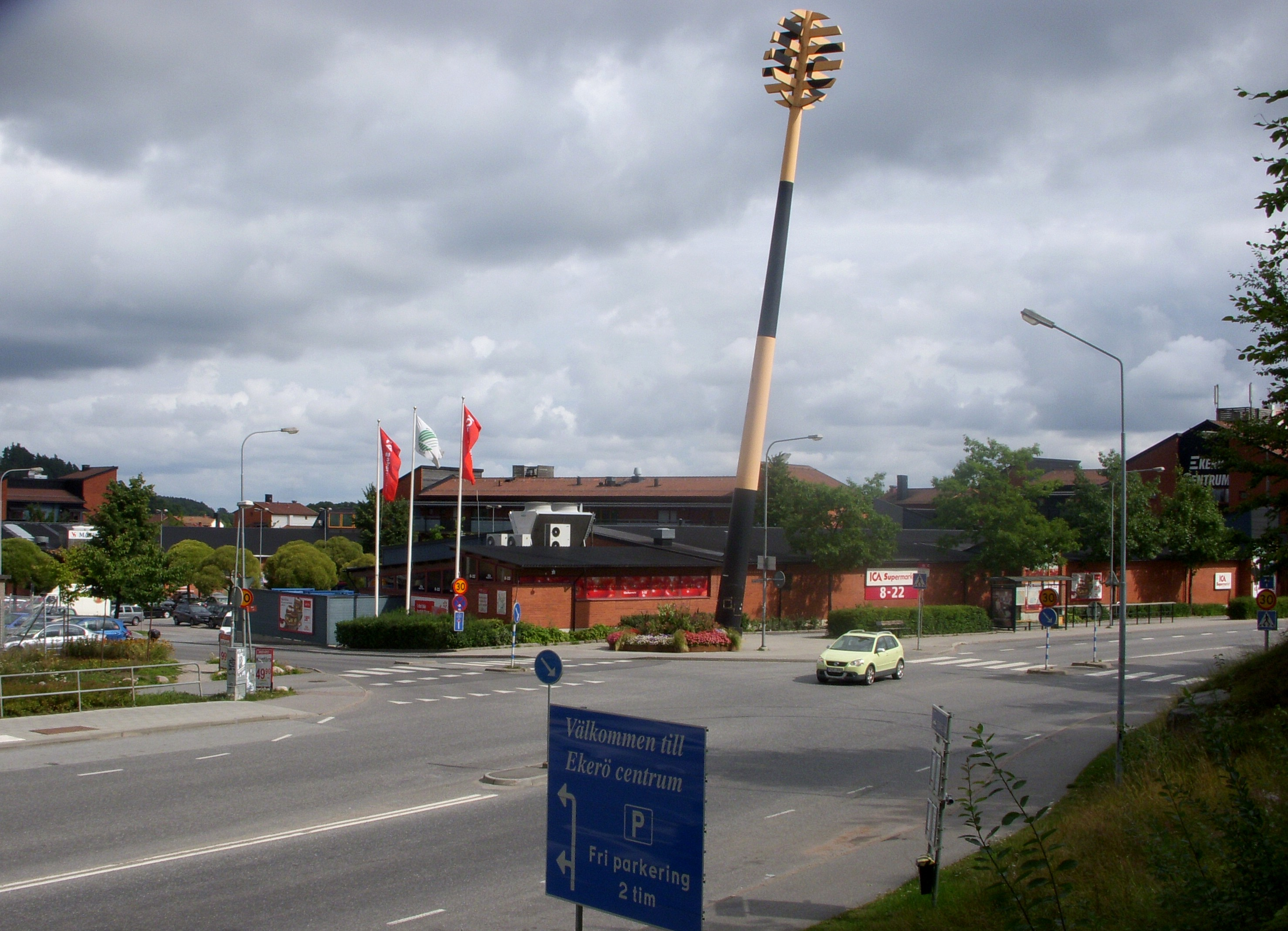
에케뢰

에케뢰(스웨덴어: Ekerö)는 스웨덴 스톡홀름주 에케뢰시의 시청 소재지다. 2017년 인구는 11,524명이다.